# 1972 en basket-ball
Chronologie du basket-ball
1971 en basket-ball - 1972 en basket-ball - 1973 en basket-ball
Les faits marquants de l'année 1972 en basket-ball

## Récompenses des joueurs enNBA

### Meilleur joueur de la saison régulière  (MVP)
| - Kareem Abdul-Jabbar, Milwaukee Bucks. |

### Meilleur joueur de la finale NBA
| - Wilt Chamberlain, Los Angeles Lakers. |

## Décès
- 27 juillet : Murray Mendenhall, entraîneur américain.
- 16 août : Leo Gottlieb, joueur américain.